# Глескок (округ, Джорджія)
Шаблон:StateAbbr_ 33°14′ пн. ш. 82°37′ зх. д. / 33.23° пн. ш. 82.61° зх. д.
Округ  Глескок (англ. Glascock County) — округ (графство) у штаті  Джорджія, США. Ідентифікатор округу 13125.

## Історія
Округ утворений 1857 року.

## Демографія
За даними перепису 
2000 року 
загальне населення округу становило 2556 осіб, усе сільське.
Серед мешканців округу чоловіків було 1228, а жінок — 1328. В окрузі було 1004 домогосподарства, 716 родин, які мешкали в 1192 будинках.
Середній розмір родини становив 2,94.
Віковий розподіл населення поданий у таблиці:
| Стать    | До 15 років | 15-21 | 22-29 | 30-39 | 40-49 | 50-65 | 65-85 | Понад 85 |
| -------- | ----------- | ----- | ----- | ----- | ----- | ----- | ----- | -------- |
| Чоловіки | 262         | 108   | 112   | 183   | 177   | 216   | 149   | 21       |
| Жінки    | 230         | 112   | 128   | 156   | 195   | 211   | 235   | 61       |

## Суміжні округи
- Воррен — північ
- Джефферсон — південний схід
- Вашингтон — південний захід
- Генкок — північний захід

## Виноски
1. ↑  U.S. Decennial Census. United States Census Bureau. Архів оригіналу за 26 квітня 2015. Процитовано 22 червня 2014.
2. ↑  Historical Census Browser. University of Virginia Library. Архів оригіналу за 11 серпня 2012. Процитовано 22 червня 2014.
3. ↑  Population of Counties by Decennial Census: 1900 to 1990. United States Census Bureau. Архів оригіналу за 2 лютого 2019. Процитовано 22 червня 2014.
4. ↑  Census 2000 PHC-T-4. Ranking Tables for Counties: 1990 and 2000 (PDF). United States Census Bureau. Архів оригіналу (PDF) за 18 грудня 2014. Процитовано 22 червня 2014.
5. ↑  State & County QuickFacts. United States Census Bureau. Архів оригіналу за 7 червня 2011. Процитовано 22 червня 2014.(англ.) Наведено за англійською вікіпедією.
6. ↑  American FactFinder. Бюро перепису населення США. Архів оригіналу за 26 лютого 2012. Процитовано 31 січня 2008.

| США | Це незавершена стаття з географії США. Ви можете допомогти проєкту, виправивши або дописавши її. |